# بول دي فوس
بول دي فوس (بالإنجليزية: Paul De Vos)‏ هو عالم أحياء دقيقة بلجيكي، وهو أستاذٌ فخري في جامعة خنت، حيث كان أيضًا رئيسًا لقسم الكيمياء الحيوية والأحياء الدقيقة. كان محررًا لـ(Bergey's Manual of Systematic Bacteriology, Volume 3: The Firmicutes) الذي نُشر في عام 2009.
سُميَّ جنس البكتيريا الديفوسية على اسمه.:20